# Escitens
Els escitens (grec antic: Σκυθινοί, Skithiní) eren un poble asiàtic assentat a la a regió de Kars, entre els rius Harpasos (a l'est), Asparos (a l'oest), i les muntanyes Calibes (al sud). En la seva retirada, l'Expedició dels deu mil va passar durant quatre dies pel seu territori.